# 丽姬亚海
麗姬亞海（Ligeia Mare）是土衛六的一個湖泊，主要的成分為液態甲烷；直徑約500公里，表面積大約100,000平方公里。海岸線長度超過2000公里，大小和蘇必略湖差不多，全地形已經由卡西尼號拍攝完畢。
麗姬亞海有兩種截然不同的海岸線，分別呈現細圓齒狀以及柔和狀，前者的特點為圓丘型並受到侵蝕；後者的特點為地勢較低且平滑，而且有更多更長的河道。細圓齒狀的海岸線主要分布在麗姬亞海的東部及南部，柔和狀的海岸線則集中於西部和北部。

## 圖集

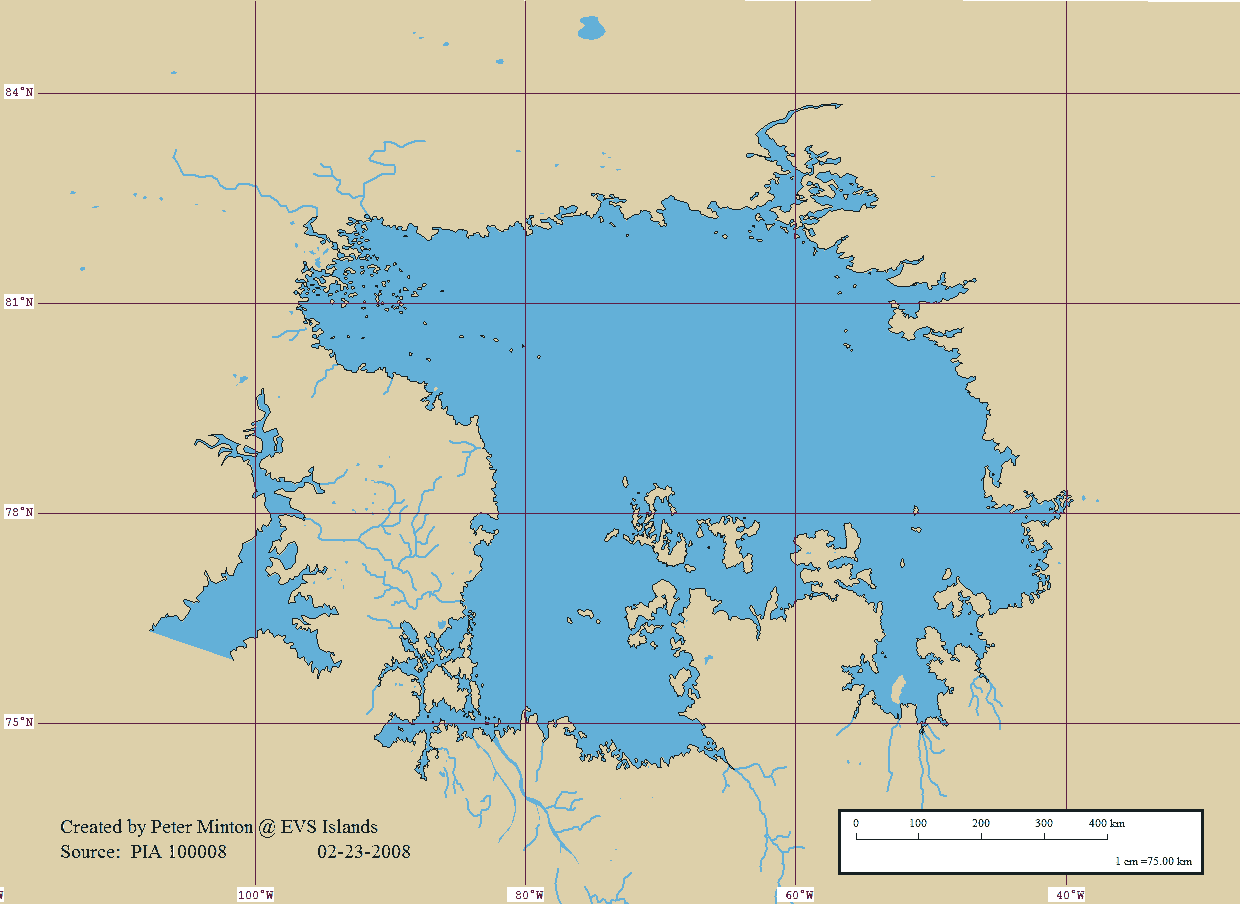
麗姬亞海的模擬地圖。
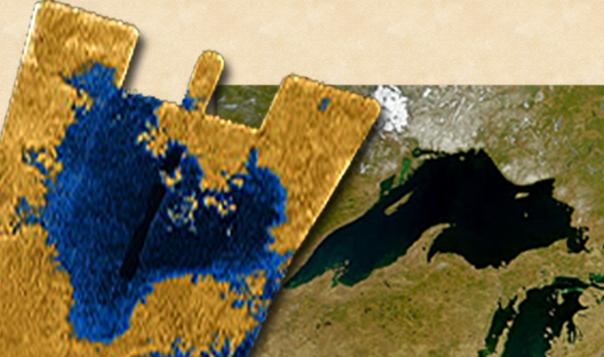
麗姬亞海與蘇必略湖的比較
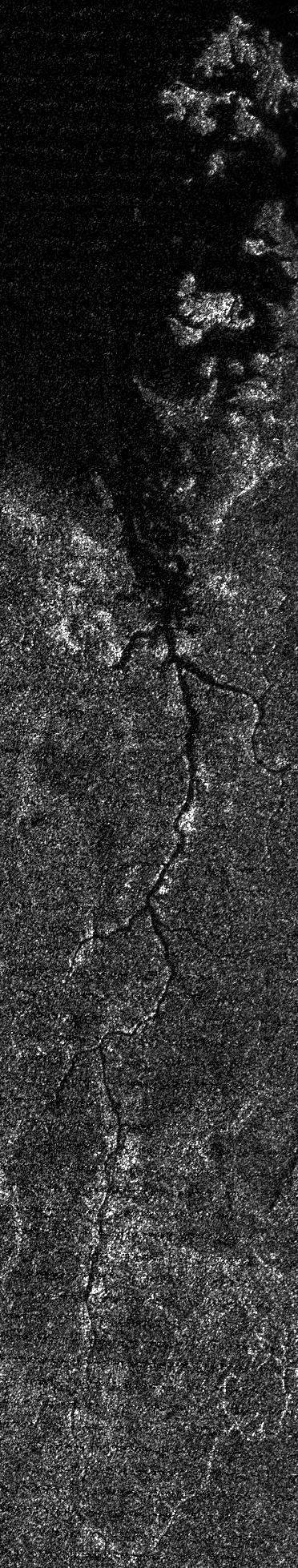
一條超過400公里長的河流正流入麗姬亞海(位在照片的上方)。

## 相关链接
- 土卫六北极地区地图（页面存档备份，存于）
- 泛舟土卫六湖泊（页面存档备份，存于）